# 유니버스 샌드박스
유니버스 샌드박스(Universe Sandbox)는 우주를 바탕으로 하는 샌드박스 및 시뮬레이션 게임이다. 여러 천체와 물체를 생성하여 그것의 온도, 질량, 크기, 대기 성분 등을 조절할 수 있으며, 테라 포밍과 충돌 실험도 가능하다. 개발자는 댄 딕슨, 크리스티안 해럴드 등이다. 유니버스 샌드박스는 현재 스팀에서 23,000원으로 구매할 수 있다.

## 기능
- 천체 생성
- 자기장 생성
- 질량, 크기, 온도, 대기 성분 조절
- 천체 충돌, 발사, 공전 등